# Nuoto Juventus
Il Nuoto Juventus, anche noto come Circolo Juventus o più semplicemente Juventus, fu una società italiana dedicata agli sport acquatici con sede a Torino. Sezione specializzata nelle discipline di nuoto e tuffi dell'azienda polisportiva Juventus – Organizzazione Sportiva S.A. istituita nel 1941, partecipò in diversi campionati nazionali a squadre organizzati dalla Federazione Italiana Nuoto (FIN), includendo quello di Serie A. Dopo la fine della seconda guerra mondiale in Europa e in seguito a difficoltà in ambito finanziario, concluse le proprie attività nel 1946 durante la fase di liquidazione della polisportiva.

## Storia
Istituita nel 1941 su iniziativa dell'allora vicepresidente della Juventus, Piero Dusio, durante la gestione del conte Emilio de la Forest de Divonne — a cui subentrò alla presidenza della polisportiva in quell'anno, continuando il progetto di diversificazione delle attività della società bianconera iniziato nel 1923 dall'imprenditore torinese Edoardo Agnelli —, la sezione di nuoto trovò sede nel Circolo Sportivo Juventus, in corso IV Novembre 151, disputando gli incontri casalinghi nello scenario noto come Piscina Juventus, dalle dimensioni olimpioniche e capace di 1 200 posti. La direzione della sezione venne affidata all'ex calciatore juventino Gianpiero Combi e, in seguito, al dottore Ernesto Bocca. Nell'estate di quell'anno partecipò alle sue prime competizioni ufficiali, il campionato assoluto di tuffi e quello di Serie A a squadre.
Dopo la seconda guerra mondiale, la sezione natatoria e tuffi della Juventus andò incontro a una grave crisi finanziaria che portò alla chiusura dell'attività agonistica nel luglio del 1946.

## Strutture
Il Nuoto Juventus ebbe come suo impianto casalingo la Piscina Juventus di Torino, un impianto di dimensioni olimpiche dottato di una tribuna capace di 1 200 posti a sedere, sito all'interno del polifunzionale Circolo Sportivo Juventus, dove si trovava la sede sociale della Juventus O.S.A. La citata struttura era anche in uso regolarmente per le sedute d'allenamento nelle discipline in cui era coinvolta la squadra.

## Principali atleti
Tra i nuotatori di maggior prestigio che difesero la squadra bianconera ci sono Maria Luisa Zambrini, Carlo Dibiasi e Otto Casteiner.

### Libri
- Ettore Frangipane (a cura di), Solo per sport: cronache sportive dalle origini agli anni '40, Provincia autonoma di Bolzano-Alto Adige, Cultura italiana, 2008  [2001], ISBN 88-8807-906-8.

### Pubblicazioni varie
- Piero Molino, Realizzazioni Torinesi. Sta sorgendo il quartiere dello sport (PDF), in Torino. Rassegna mensile della città, vol. 21, n. 1, Segreteria Generale del Comune di Torino, gennaio 1941 (archiviato dall'url originale il 1º luglio 2015).
- Cesare Venchi, “JUVENTUS„ il circolo sportivo, in Torino. Rivista mensile della città, vol. 24, n. 1, Comune di Torino, Editrice SATET, 15 marzo 1948.